# Distretto di Jiaocheng
Il distretto di Jiaocheng (蕉城区S, JiāochéngP) è un distretto della Cina, situato nella provincia del Fujian.